# Zdelov
Zdelov település Csehországban, Rychnov nad Kněžnou-i járásban. Zdelov Čermná nad Orlicí, Borohrádek, Čestice, Žďár nad Orlicí és Kostelec nad Orlicí településekkel határos. Lakosainak száma 263 fő (2024. január 1.).

## Népesség
A település lakosságának változását az alábbi diagram mutatja:
| Lakosok száma | 565  | 577  | 515  | 411  | 274  | 194  | 250  | 252  | 259  | 263  |
|               | 1869 | 1890 | 1921 | 1950 | 1980 | 2001 | 2017 | 2019 | 2022 | 2024 |